# Matija Kranjc
Matija Kranjc, slovenski atlet, * 12. junij 1984, Ljubljana.
Kranjc je za Slovenijo nastopil na Poletnih olimpijskih igrah 2008 v Pekingu, kjer je v metu kopja osvojil 31. mesto.